# Іїдзука

Ії́дзука (яп. 飯塚市, いいづかし, МФА: [iːt͡su̥ka ɕi̥]?) — місто в Японії, в префектурі Фукуока.     Отримало статус міста 1932 року. Площа становить 214,13 км². Станом на 1 липня 2012 року населення складало 130 528  осіб, густота населення — 610 осіб/км².     

## Історія
Іїдзука отримала статус міста 20 січня 1932 року.

## Уродженці
- Асо Таро — політик, прем'єр-міністр Японії.